# Cosmos 219
Cosmos 219 (en cirílico, Космос 219) fue un satélite artificial científico soviético perteneciente a la clase de satélites DS (el segundo y último de tipo DS-U2-D) y lanzado el 26 de abril de 1968 mediante un cohete Cosmos-2I desde el cosmódromo de Kapustin Yar.

## Objetivos
La misión de Cosmos 219 fue realizar estudios sobre la radiación en el espacio.

## Características
El satélite tenía una masa de 400 kg (aunque otras fuentes indican 300 kg) y fue inyectado inicialmente en una órbita con un perigeo de 222 km y un apogeo de 1770 km, con una inclinación orbital de 48,8 grados y un periodo de 104,62 minutos.
Cosmos 219 reentró en la atmósfera el 2 de marzo de 1969.

## Resultados científicos
Cosmos 219 realizó mediciones que llevaron a estudios sobre la intensidad de la radiación en el espacio. La órbita del cohete lanzador del satélite y su decaimiento también fue objeto de estudio.